# Танатологија
Танатологија је научна дисциплина, која има за предмет проучавања представе о смрти, њену симболичку репрезентацију, процес и доживљај умирања, као и бројне ритуале и веровања који прате смрт и сахрану.